# Веслачки савез Србије
Веслачки савез Србије је правни наследник некадашњег Југословенског веслачког савеза, основаног 13. августа 1922. године у Љубљани. Оснивачкој скупштини Савеза присуствовали су делегати 12 веслачких клубова из Београда, Загреба, Љубљане, Сплита, Сушака, Задра, Осијека, Kарловца, Великог Бечкерека (Зрењанин) и Вуковара. Тада је договорено да седиште Југословенског веслачког савеза буде у Београду.

## Историјат
Шосле одржаног Првог првенства Југославије 8. септембра 1923. у Цриквеници, Савез је 1924. године примљен за ванредног члана Светске веслачке федерације (ФИСА), када је репрезентација Југославије први пут учествовала и на Европском првенству. Две године касније, 1926. године, Савез је постао и редовни члан ФИСА. Први пут наша репрезентација је учествовала на Олимпијским играма 1936. године у Берлину. Југословенски веслачки савез до почетка Другог светског рата био домаћин 33. Првенства Европе 1932. године у Београду, на Ади Циганлији. Kао куриозитет остаће забележено да је ово првенство отворио краљ Александар Kарађорђевић.
По завршетку Другог светског рата, 1945. године, формиран је Спортски одбор за веслање Фискултурног савеза Југославије. Прво првенство Југославије у новој држави одржано је 18. и 19. августа 1946. у Шибенику, да би 5. децембра 1948. године био основан нови Веслачки савез Југославије. Седиште новог Савеза било је у Београду све до 1957. године, када је пресељено у Сплит, до распада СФР Југославије.
За то време Веслачки савез Југославије је био домаћин: 
- 46. првенства Европе 1956. (Блед)
- првенства света за сениоре 1966. (Блед)
- првенства света за омладинце 1971. (Блед)
- Светско првенство за јуниоре 1978. (Београд)
- Светских првенстава за сениоре 1979. и 1989.  (Блед)

Од 1996. године Веслачки савез Србије и Веслачки савез Југославије имају обједињено руководство. Савезна република Југославија престаје да постоји 2003. године и уместо ње се формира Државна заједница Србија и Црна Гора. Пратећи те промене Веслачки савез Југославије мења назив у Веслачки савез Србије и Црне Горе (ВССЦГ) а систем обједињеног руководства који је постојао од 1996. године наставља да функционише. Нови Савез наследио је сва права и обавезе ВСЈ и задржао чланство у међународним спортским институцијама. После референдума 2006. године који је одржан у Црној Гори, након кога је Србија постала независна држава, Веслачки савез Србије и Црне Горе престаје да постоји, а његов континуитет и чланство у међународним организацијема наставља Веслачки савез Србије. Наша веслачка репрезентација почиње да се такмичи под државним обележјима Републике Србије, а 2008. године организује се Светско универзитетско првенство у Београду.
Тренутно руководство на челу са Дарком Мајсторовићем, председником Савеза и Небојшом Јевремовићем, генералним секретаром, добило је нови мандат да, као и до сада, успешно води Савез и ради на даљем унапређењу, промоцији и популаризацији веслачког спорта у нашој земљи.